# Mesnil-Glaise
Mesnil-Glaise est une ancienne commune de l'Orne qui a été partagée en 1839 entre Batilly (la rive gauche de l'Orne) et Serans (la rive droite de l'Orne).